# Lupin III
Lupin III (ルパン三世 Rupan sansei?) es una serie manga creada e ilustrada por Monkey Punch y publicada por la revista japonesa Weekly Manga Action por primera vez el 10 de agosto de 1967. La historia relata las aventuras de una banda de ladrones liderada por Arsène Lupin III, el nieto de Arsenio Lupin, un caballero ladrón francés creado en las veintiuna novelas de Maurice Leblanc hasta 1941.Se llegaron a publicar un total de 12 volúmenes. También se ha adaptado la historia en 6 películas, 6 series de anime, varios especiales para la televisión, un musical, varios OVAs, CD de música y múltiples videojuegos. Asimismo, WhiteLight Entertainment, una empresa de producción propiedad de Gerald R. Molen, compró los derechos teatrales de la serie en 2003,

## Argumento
Cada capítulo dentro del universo de Lupin III tiene su propio argumento. En líneas generales, la historia relata la vida de un ladrón internacional llamado Arsene Lupin III junto a sus amigos, Daisuke Jigen (su mejor amigo), Fujiko Mine (la mujer fatal y el ocasional amor del protagonista) y Goemon Ishikawa XIII (un maestro de la espada, descendiente de Ishikawa Goemon, el legendario bandido japonés). Cada capítulo es una nueva misión para intentar robar algún objeto precioso y a menudo es perseguido por el inspector Koichi Zenigata, de la Interpol, que es descendiente de Zenigata Heiji. La misión de Zenigata durante toda su vida ha sido la de perseguir a Lupin a través del globo con la esperanza de capturarlo, aunque sus intentos siempre han fracasado.

## Personajes
- Arsenio Lupin III (ルパン三世 Rupan Sansei?) es el nieto de Arsenio Lupin. Es el ladrón más buscado del mundo y habitualmente en sus aventuras él y sus compañeros frustran a otros criminales o ayudan a terceras personas. A veces aparenta ser un incompetente, incluso tonto o despistado, pero eso es sólo una fachada. Ha sido detenido y encarcelado en varias ocasiones, pero siempre ha logrado escapar. Su arma predilecta es una pistola Walther P38. También le gustan los artefactos extraños, como en El castillo de Cagliostro, donde en su cinturón destacan varios pequeños artilugios. Su amor y obsesión hacia Fujiko Mine es quizás su debilidad más grande, lo que le lleva situaciones indeseables.[4][5]
- Daisuke Jigen (次元 大介 Jigen Daisuke?) es el tirador del grupo de Lupin. Puede disparar en 0.3 segundos y con asombrosa exactitud. Prefiere ocultar sus ojos debajo de su sombrero, para darle un aspecto más enigmático. Su sombrero es además un elemento importante en su exactitud de tiro porque lo usa para apuntar al objetivo. Su arma predilecta es un revólver Smith&Wesson Modelo 29. Es también un experto en el empleo de ametralladoras, fusiles de francotirador e incluso un fusil antitanque PTRS-41. En la apertura del videojuego para PlayStation 2, El tesoro del rey hechicero, Jigen dispara por una puerta con una exactitud del 100% antes de que un enemigo pueda terminar de girar el pomo de la puerta. Tiene cierta aversión a las mujeres, siendo el más crítico con Lupin cuando Fujiko le hace alguna de sus jugarretas.[6][5]
- Goemon Ishikawa XIII (石川 五ェ門 Ishikawa Goemon?) es la 13.ª generación de samuráis renegados que comenzó con la figura legendaria de Ishikawa Goemon (石川 五右衛門?). Tiene una espada llamada Zantetsuken (斬鉄剣?  La espada que corta hierro), con la que puede cortar casi todo. En un episodio durante la serie de televisión, admitió que su espada no puede cortar konnyaku, que es una jalea a base de almidón hecha de raíces, porque la lámina se mete justo de lleno en ello. Por lo general es usada para cortar objetos inanimados, algo que considera indigno de su lámina y a menudo murmura: "Otra vez he cortado un objeto sin valor". Es por lo general tranquilo, con un fuerte sentido del honor y participa en las proezas de Lupin con menos frecuencia que Jigen.[7][5]
- Mina Fujiko (峰 不二子 Mine Fujiko?) es el amor de Lupin (o más bien la lujuria). A veces, es una socia más en los planes de Lupin, pero también una rival, ya que sabe perfectamente que el encaprichamiento de Lupin y su poca voluntad serán suficientes para perdonarla. Es una persona sumamente inteligente y hábil y usará sus encantos femeninos para conseguir lo que ella quiere de cualquier hombre. También es experta en armas de fuego y en disfraces. Hace cualquier cosa por ganar un pedazo del botín, incluso hacer tratos con Zenigata o con algún rival de Lupin.[8][5]
- Inspector Zenigata (銭形警部 Zenigata-keibu?), su nombre completo es Koichi Zenigata (銭形 幸一 Zenigata Kōichi?), es un inspector de policía que trabaja para la Interpol. Ha hecho la misión de su vida en arrestar a Lupin y está basado en el famoso personaje japonés, Zenigata Heiji. Lupin y Zenigata aparecen como los peores enemigos, pero de alguna forma son amigos. En el especial de televisión Ordena asesinar a Lupin, Zenigata forma equipo con Lupin después de que el jefe de la Interpol lo apartase del caso. Mientras en el anime es retratado como competente, pero lento en deducciones, en el manga es un adversario muy inteligente y hábil.[9][5]

## Contenido de la obra

### Manga
El manga original fue publicado por Futabasha en el Weekly Manga Action de agosto de 1967, hasta abril de 1972. El personaje principal de Monkey Punch fue el nieto de Arsenio Lupin, Lupin III que lejos de ser un caballero como su abuelo fue más un maníaco lascivo sexual con una lujuria extrema hacia las mujeres que nunca puede ser satisfecha; según Punch, el manga estuvo influenciado por la revista MAD.
Punch comenzó a publicar la segunda serie de manga de Lupin, Shin Lupin III, también conocida como Lupin III - World's Most Wanted, el 23 de junio de 1977 y que estuvo compuesta por 180 capítulos. Una tercera serie manga, Lupin III S, comenzó en enero de 1997, pero Punch, sin embargo, no estuvo en dicho proyecto. La historia fue escrita por Satozumi Takaguchi y realizada por Shusay.
Punch volvió a escribir la historia en la cuarta serie del manga, Lupin III Y, pero fue dibujado por Manatsuki Yamakami. Esta cuarta serie se realizó de 1998 hasta 2004. La quinta serie manga es Lupin III M, escrita por Punch y dibujada por Miyama Yukio y es publicada en la revista oficial de Lupin III, una revista trimestral publicada por Futabasha, que también contiene noticias sobre Lupin, información sobre productos y dibujos de aficionados.
En España ha sido publicado el manga bajo el nombre Lupin The IIIrd por la editorial MangaLine en el 2006, y en julio de 2018 la editorial Panini empezó a publicar una nueva edición.

### Anime

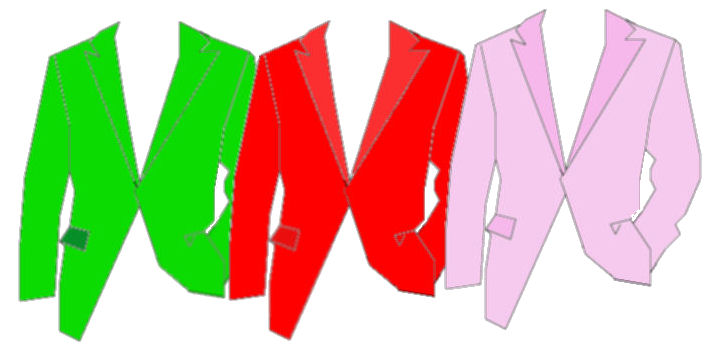
Chaquetas que utilizó el protagonista en las diferentes series televisivas realizadas.

El 24 de octubre de 1971, Yomiuri TV comenzó a emitir la primera temporada de la serie televisiva, Lupin III. La característica más significativa del personaje era que siempre iba vestido con una chaqueta de color verde durante los 23 episodios que duró la serie hasta el día 26 de marzo de 1972. Los primeros siete episodios, el noveno y el duodécimo fueron dirigidos por Masaaki Osumi y el resto fueron creados junto a Hayao Miyazaki e Isao Takahata. El director de Cowboy Bebop, Shin'ichirō Watanabe, reveló durante una entrevistas de Newtype Japan, que había sido muy influenciado por el trabajo de Masaaki Osumi en la primera parte de la serie.
La segunda etapa de Lupin III comenzó a emitirse en Nippon Television el 3 de octubre de 1977. En esta serie el protagonista vestía una chaqueta de color rojo en vez de la verde que utilizó para la primera. Tuvo una duración de tres años, hasta el 24 de octubre de 1980 en los que se emitieron 155 capítulos. Los episodios 145 y 155 fueron dirigidos por Hayao Miyazaki, bajo el seudónimo de Teruki Tsutomu, y marcó el final de sus trabajos de animación para la televisión antes de su dedicación absoluta a las películas. El episodio número 99, titulado Kōya ni Chitta Combat Magnum, el cual se emitió el 3 de septiembre de 1979, fue el primer capítulo de una serie de anime en ser emitido en estéreo.
La tercera etapa de la serie fue emitida en Nippon Television por primera vez el 3 de marzo de 1984. En esta ocasión, Lupin vestía una chaqueta de color rosa en la que sustituía el rojo y verde de anteriores épocas. La animación cambió radicalmente, los personajes aparecen mucho más caricaturizados. Duró hasta el 28 de septiembre de 1985 y se emitieron 50 capítulos. La única ocasión en la que también vistió este color de chaqueta fue en la película La leyenda del oro de Babilonia, que fue lanzada en los teatros al mismo tiempo que era emitida la tercera etapa.
En Francia, las series se renombraron a Edgar le détective cambrioleur debido a problemas con Maurice Leblanc, creador del original Arsenio Lupin. También se produjo, entre Francia y Japón, una serie llamada Lupin VIII, que mostraba a los descendientes de Lupin, Goemon, Jigen y Zenigata en el espacio. La producción se dobló cuando se pidió dinero por el uso del nombre de Lupin.
En España fue emitida por primera vez a principio de los 90 en Tele5, doblándose y emitiéndose primero la tercera serie, pero sufrió de censuras y cambios de nombres de los personajes debido a que se hacían a partir de la versión italiana. Entre 1991 y 1998, se emitió tanto en Telecinco como en la televisión pública, en horario de mañana, mediodía o tarde, sustituyendo en la programación a todo tipo de series dirigidas al público infantil, doblándose y emitiéndose también tanto la primera serie (a partir nuevamente de la versión italiana, con su correspondiente censura) como la segunda serie (a partir esta vez de la versión japonesa, libre de censura, pero se mantuvieron los nombres ya establecidos en la localización anterior). Una década después, Arait Multimedia hizo un redoblaje que fue fiel a la versión original en las tres series y no solo en la segunda, sin censura en todas ellas, y esta vez con los nombres originales de los personajes, que se emitió en Animax, AXN y en algunas cadenas autonómicas. La traducción de dicho redoblaje corrió a cargo de Alessandra Moura y Salomón Doncel-Moriano Urbano.
Para Hispanoamérica, la primera serie fue doblada en Los Ángeles por encargo de TMS y era distribuida con el nombre Cliffhanger, debido a problemas de derechos de autor con el nombre original. En dicho doblaje se realizaron cambios de nombres de la mayoría de los personajes. La serie fue emitida a nivel panregional por Locomotion y por otros canales en sus respectivos países.

### Películas y teatro
Después de la serie manga, TMS Entertainment y Tōhō realizaron una película piloto sobre Lupin III con la chaqueta roja. Masaaki Osumi fue el encargado de dirigirla, en dos versiones diferentes: en Cinemascope, la versión planificada para teatros, y en 4:3, la versión para la televisión. La animación era la misma para las dos versiones, pero los actores de voz variaron. Kiyoshi Kobayashi y Eiko Masuyama dieron voz a Daisuke Jigen y Fujiko Mine respectivamente, y fueron los únicos actores que estuvieron presentes para las dos versiones piloto y para la serie animada, exceptuando en la Conspiración de Fuma.
Mientras la película piloto fue completada en 1969, hubo problemas de presupuesto entre Tōhō y TMS que hizo que nunca alcanzara los teatros. De todas maneras, Osumi siguió adelante en la dirección de varios episodios de la primera serie de televisión. Las dos versiones de la película piloto fueron más tarde lanzadas, en 1989 como parte del OVA Lupin III Secret Files, los cuales contenían además tráileres del Misterio de Mamo, El castillo de Cagliostro y de la Leyenda del oro de Babilonia.
Como la película piloto nunca se emitió en las salas, el primer Lupin III que se mostró en cines fue una película de acción real, Extraña estrategia psicoquinética, producida en 1974 entre la primera y segunda serie de televisión. La película incluyó a todos los personajes principales a excepción de Goemon Ishikawa XIII. Lupin no llevó ni su chaqueta roja, ni la verde, en esta ocasión fue de color blanco con un pañuelo. Tuvo acción y trucos que desafiaban la física, sin embargo, era una adaptación más fiel del original Lupin III que la serie televisiva.
La primera obra cinematográfica animada protagonizada por Lupin III se llamó simplemente Rupan Sansei y se mostró el 16 de diciembre de 1978, aunque posteriormente se llamó Rupan vs Fukusei-ningen. Después, Tōhō trajo a Hayao Miyazaki para dirigir El castillo de Cagliostro, que tomó su nombre de la novela de Maurice Leblanc La condesa de Cagliostro, y fue emitido el 15 de diciembre de 1979. Mientras que inicialmente la película no fue un éxito, y fue considerada como atípica con Lupin demasiado noble y sin ser egoísta, después se ganó la popularidad con sus numerosas reediciones y fue votado como "el mejor anime de la historia" por los lectores de la revista Animage, antes de la emisión de Nausicaä del Valle del Viento, en 1984.
Después de El Castillo de Cagliostro, se lanzaron tres películas más sobre Lupin III, La leyenda del oro de Babilonia, que fue emitida el 13 de julio de 1985. Diez años después, se realizó Al diablo con Nostradamus, el 22 de abril de 1995. Al creador de Lupin III, Monkey Punch, le pidieron dirigir el último filme, Muerto o Vivo, y aunque fue acreditado como el director principal de la producción, dijo que la mayor parte del trabajo fue de sus subdirectores y que solo dirigió la apertura y algunas secuencias del final siendo el consultor para todo lo demás. Fue lanzada el 20 de abril de 1996. Después de la producción de la película, Kato declaró que estaba agotado y que no le gustaría dirigir otro anime. En España se han licenciado algunas películas, incluyendo la película de acción real Lupin y el corazón púrpura de Cleopatra.
El 22 de septiembre de 2022, TMS Entertainment anunció una película crossover en CGI con Cat's Eye. El nuevo proyecto celebra tanto el 50.º aniversario del anime de Lupin III, como el 40.º aniversario del manga Cat's Eye. El anime está dirigido por Kōbun Shizuno e Hiroyuki Seshita, con Keisuke Ide como asistente de dirección, Shūji Kuzuhara está escribiendo los guiones, Yuji Ohno y Kazuo Otani compondrán la música, y Haruhisa Nakata y Junko Yamanaka están diseñando los personajes. Keiko Toda repetirá su papel de Hitomi Kisugi. La película se estrenará en todo el mundo de forma exclusiva en Amazon Prime Video el 27 de enero de 2023.

### Especiales de televisión
El 4 de abril de 1989, Nippon Television emitió el primer especial de televisión de Lupin III, fue Bye Bye Liberty Crisis. Cada verano desde entonces, se emitió un nuevo especial de 90 minutos de Lupin III por la misma cadena un viernes por la noche, usualmente en la última semana de julio o la primera semana de agosto (exceptuando Bye-Bye Liberty Crisis y Seven Days Rhapsody).
El 27 de julio se emitió el especial, Rupan Sansei: Kiri no Elusive (ルパン三世 霧のエリューシヴ?), producido por TMS Entertainment con la animación de Telecom (el estudio responsable de Al diablo con Nostradamus y el Castillo de Cagliostro) y con el retorno de uno de los enemigos de la serie original, Kyōsuke Mamo. El especial es una parte del 40 aniversario de la celebración del manga original.
Tras dicho especial, el 25 de julio de 2008, se emitió Mahō no Ranpu wa Akumu no Yokan y el 27 de marzo de 2009, se transmitió por Nippon Television un especial titulado Lupin III vs. Detective Conan, el cual fue promocionado como "el encuentro legendario" y que tuvo una cuota de pantalla del 19,5.

### OVAs
El primer OVA de Lupin III fue El complot del clan Fuma, creado en Japón en 1987. Su duración fue de 74 minutos y a causa de problemas de presupuesto, TMS decidió no emplear el reparto habitual de voz para esta producción, siendo la única producción en la que pasó. Yasuo Yamada, el actor de voz de Lupin, se enteró del cambio de actor y por un malentendido pensó que el director había pedido a los productores un nuevo actor de voz. Después la producción intentó tranquilizar a Yamada diciéndole que no tuvo nada que ver en la decisión de los productores en el cambio de actores y los habituales fueron rehabilitados para el primer especial televisivo, Bye Bye Liberty.
Un segundo OVA fue realizado el 3 de abril de 2002 bajo el título de Rupan Sansei: Ikiteita Majutsushi (El retorno del mago). Fue creado como parte del 30 aniversario de la primera serie de televisión y destacó la vuelta de uno de los enemigos originales de la serie, el mago Pycal. El tercer OVA se llamó Verde vs. Rojo (ルパン三世 GREEN VS RED?) se estrenó el 2 de abril de 2008 como parte del 40 aniversario de Lupin III.

### ONAs
El 24 de octubre de 2022, TMS Entertainment anunció una serie de precuelas de ONA de seis episodios titulada Lupin Zero. La serie está animada por Telecom Animation Film y dirigida por Daisuke Sakō, con Ichirō Ōkouchi supervisando los guiones de la serie, Asami Taguchi diseñando los personajes y Yoshihide Otomo componiendo la música. La serie se centrará en los días de juventud de Lupin y contará con historias antiguas del manga junto con nuevas historias. La serie se estrenará en diciembre de 2022.

### Musical
El 5 de noviembre de 1998, comenzó una adaptación musical de Lupin III, titulada Lupin III - I'm Lupin, centrada en un chico que podría o no, ser el verdadero Lupin III. El casting del musical incluyó a los cinco personajes principales y se terminó el 8 de noviembre de 1998.

### Videojuegos
El primer videojuego creado de Lupin III se llamó Rupan Sansei (ルパン三世?) y fue desarrollado por Taito en 1980, para máquinas recreativas. El siguiente título se produjo en 1983 por una compañía conocida como Stern, y su nombre fue Cliff Hanger. El videojuego mostraba vídeos de las dos primeras obras teatrales de Lupin, El misterio de Mamo y El castillo de Cagliostro.
Entre otros juegos destaca Rupan Sansei majutsu-ō no isan (ルパン三世 魔術王の遺産?), que fue desarrollado por Banpresto para PlayStation 2. El juego de acción es similar al Metal Gear Solid, y fue estrenada en Japón el 28 de noviembre de 2002. Bandai lanzó el juego en los Estados Unidos con el nombre de Lupin III: Treasure of the Sorcerer King en febrero de 2004. El juego fue elogiado por sus actores de voz, por la banda sonora y por la fidelidad al personaje original aunque se criticaron los pobres gráficos y la débil inteligencia artificial del enemigo. El más reciente es Rupan Sansei: Rupan niwa shi o, Zenigata niwa koi o (ルパン三世 ルパンには死を、銭形には恋を?), un juego de acción desarrollado por Banpresto para PlayStation 2, y lanzó en Japón el 22 de febrero de 2007.

### Banda sonora
La música para la primera serie de televisión fue compuesta por Takeo Yamashita, con muchas canciones realizadas por Charlie Kosei. De la segunda serie de televisión en adelante, incluyendo obras teatrales, especiales de televisión y OVAs, así como los juegos para PlayStation 2 (desarrollados por Banpresto), se encarga de la composición Yuji Ohno. VAP ha editado numerosos CD de Lupin III en Japón, incluyendo las bandas sonoras de los especiales de televisión y los tema de Jazz originales.
Geneon Entertainment editó dos CD de música en los Estados Unidos, Lupin the 3rd: Sideburn Club Mix, que es una colección de 13 de las mejores canciones de las series de televisión lanzado junto al primer volumen de DVD el 28 de enero de 2003, y Lupin the 3rd Original Soundtrack, que es una colección de 15 temas de la segunda serie de televisión realizada por Yuji Ohno con su grupo de Jazz You & the Explosion Band lanzado el 8 de abril de 2003.

## Recepción
Ambos lanzamientos de Manga Entertainment de El castillo de Cagliostro recibieron la recomendación del DVD Talk Collector Series, el estado más alto dado por el sitio web de revisión DVDtalk.com. Chris Beveridge, de AnimeOnDVD.com, dio a la película el grado de "A+".
Tanto Chris Beveridge de AnimeOnDVD como Miguel Crandol de Anime News Network se quejaron del doblaje de la segunda serie de televisión porque la compañía usó muchas referencias modernas y actualizó el diálogo, aunque la serie recibió una crítica positiva en total para ambas páginas web. John Wallis de DVD Talk comparó la serie a Cowboy Bebop.
Los especiales de televisión y las obras de teatro de FUNimation Entertainment han recibido críticas positivas en general. La mejor recibida de las distribuciones de FUNimation es Isla de asesinos, con Chris Beveridge de AnimeOnDVD describiéndola como "La mejor experiencia no televisiva de Lupin... desde El Castillo de Cagliostro", y Todd Douglass Jr., de DVDTalk, dando su puntuación de cuatro y media estrellas de cinco posibles. Quizá la peor entrega de la compañía fue la primera, El secreto del crepúsculo de géminis, la cual recibió diversas críticas debido a su excesiva desnudez y el estilo del argumento de película de clase B.
Muchos de los primeros volúmenes del primer manga de Lupin III, lanzado por Tokyopop, estuvieron en la lista ICv2.Com, entre las primeras 50 novelas gráficas. Sin embargo, ni el resto de los volúmenes posteriores de la primera serie ni los volúmenes de la segunda serie volvieron a aparecer. El manga se encuentra en la 38.ª posición en la clasificación de las 50 mejores series manga para la agencia japonesa de asuntos culturales. El castillo de Cagliostro se encuentra en la 5.ª posición del mejor anime para dicha agencia. La serie de televisión original está situada en la 38.ª posición en la lista de las 100 series televisivas favoritas de Japón, para la TV Asahi.

## Parodias y referencias
- El anime Cowboy Bebop está fuertemente influenciado por Lupin III. Se puede mencionar el calzado del protagonista, Spike Spiegel, unas curiosas botas de piel idénticas a las de Lupin III; La barba de Jet Black es la misma de Jigen; Faye tiene la misma sensualidad y carácter de Fujiko; por consiguiente, Vicious sería Goemon, lo que se refleja en la maestría de sus armas (katana). Además, todo se refleja en el rol de cada uno dentro de la serie así como sus actitudes.
- El estudio Gainax suele mostrar en muchos de sus trabajos alusiones directas a Lupin III: en FLCL, el padre del protagonista mantiene una conversación sobre la ropa de Lupin con su hijo, aparte de que el título del capítulo y una escena en particular son referencias al primer estreno de la segunda temporada de Lupin III.[89] En Otaku no Video, en la escena del festival de cosplay, aparecen dos personajes disfrazados de Lupin III y Jigen Daisuke.
- En Samurai Champloo, uno de los personajes extras que aparecen en la serie, un sacerdote católico, mantiene en su nombre el "III", referenciando al "The Third" de Lupin. Su diseño es semejante al de Zenigata.
- En Fullmetal Alchemist, el capítulo de la ladrona, este personaje alude a Fujiko Mine, coprotagonista de Lupin III, y al igual que ella, se disfraza y cambia de personalidad constantemente. En este mismo capítulo, el inspector de policía, utiliza no sólo la misma ropa del Inspector Zenigata de Lupin III, sino que además utiliza sus mismas esposas: unas extremadamente largas, para capturar ladrones a distancia.[90]
- En Basil: El ratón superdetective, de Disney, la pelea final entre el protagonista y el antagonista se sitúa dentro de la maquinaria del reloj del Big Ben. Esto es una referencia a la segunda película de Lupin III, Lupin III: El castillo de Cagliostro, donde Lupin y el Conde de Cagliostro luchan dentro de la maquinaria de un reloj gigante.
- En Crayon Shin-Chan, uno de los capítulos muestra una entretenida escena en donde Shin-Chan, disfrazado de Lupin III y con sus mismas patillas, juega con uno de sus compañeros, este disfrazado del Inspector Zenigata. En otro capítulo, asaltan la casa de Shin-Chan, y uno de los ladrones se hace llamar Lopin IV.
- En Azumanga Daioh, el personaje de Tomo-chan, aclaraba que con su pelo largo, tenía un gran parecido a Fujiko Mine.
- En Midori no Hibi, uno de los "grandes tesoros" que descubría el cuñado del protagonista, era "una OST de Lupin III que se consideraba perdida".
- En Ai Kora, uno de los personajes femeninos aparece vestida enteramente de cuero, colgada de las escaleras de un helicóptero. La primera reacción que tienen los demás personajes es: "¿Fujiko Mine?".
- En Urusei Yatsura aparecen Ataru y el profesor disfrazados de Lupin III y Zenigata Heiji.
- En Samurai Jack, el protagonista se enfrenta en el capítulo XXXIX a un ladrón diseñado íntegramente como el personaje de Jigen Daisuke en Lupin III.[91]
- En el videojuego King of Fighters se menciona de manera oficial que Lupin III les dio la idea para crear al personaje de Shermie, ya en el sitio web de KOF 10h mencionan "L the Third" como el material de inspiración para la creación de este, lo cual significa que Shermie está inspirada en Fujiko Mine, pues el carácter de Shermie es igual de seductor y provocativo que el de Fujiko.
- En la canción Touch the sky, de Kanye West, hay una parte en la que dice "Yes, yes, yes guess who's on third? Lupe still like Lupin the Third" lo que se traduce al castellano como "Sí, sí, sí, ¿Quién crees que está tercero? Lupe sigue todavía como Lupin el Tercero" haciendo referencia a la duración del personaje.[92]
- En el videojuego Pop'n Music 6, hay una canción jugable que es la versión instrumental del opening de la serie bajo el nombre de ルパン三世のテーマ'78 (Rupansansei no tēma' 78) respectivamente.
- En Animaniacs, en el capítulo Sir Yakkcelot, Jigen realiza un cameo conduciendo un carro.
- En el tercer episodio de Soul Eater hay un villano llamado Lupin, que además es también un ladrón.